# Кроче (Мачерата)
Кроче (итал. Croce) насеље је у Италији у округу Мачерата, региону Марке.
Према процени из 2011. у насељу је живело 37 становника. Насеље се налази на надморској висини од 518 м.